# Sideritis niveotomentosa
Sideritis niveotomentosa là một loài thực vật có hoa trong họ Hoa môi. Loài này được Hub-Mor miêu tả khoa học đầu tiên năm 1978.